# Nikola Jurukow
Nikola Jurukow (auch Nikola Yurukov geschrieben, bulgarisch Никола Юруков; * 28. Juli 1877 in Labanica, damals Osmanisches Reich, heute Agios Dimitrios in Griechenland; † 26. April 1923 in Sofia, Bulgarien) war ein bulgarischer Architekt und Funktionär der IMRO (Innere Mazedonische Revolutionäre Organisation) und der Mazedonischen Föderativen Organisation.

## Leben
Nikola Jurukow wurde am 28. Juli 1877 im makedonischen Labanica bei Kostur (heute Kastoria in Griechenland) geboren. Zwischen 1891 und 1895 besuchte er das Gymnasium im bulgarischen Plowdiw. Nach seinem Abschluss in Plowdiw ging er nach Wien, wo er an der Technischen Hochschule Architektur studierte und 1900 abschloss. Danach kehrte Jurukow nach Bulgarien zurück.

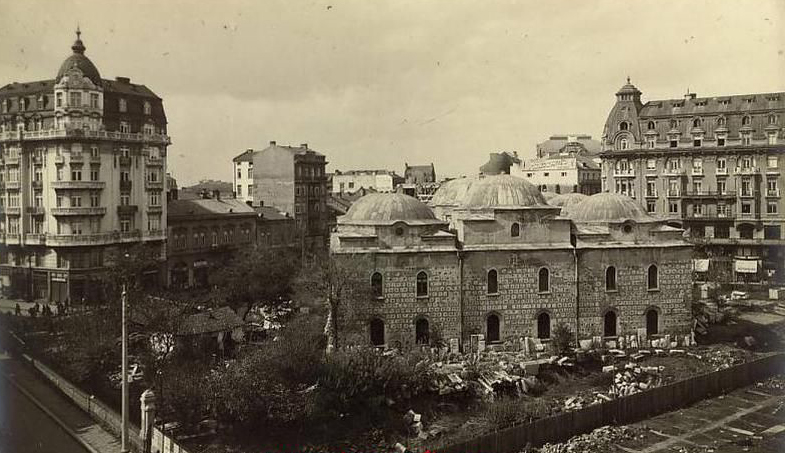
Das Hotel Union Palace, rechts hinten der Großen Moschee von Sofia

Von 1902 bis 1903 war Jurukow selbständiger Architekt in Pasardschik und Plowdiw. Danach zog er in die bulgarischen Hauptstadt Sofia um, wo er mit dem Bauunternehmer Iwan Naumow, der aus dem gleichen Ort stammte, arbeitete. Als die Druschba AG (bulg. Дружба АД) aus Warna die Ausschreibung für den Bau der Alexander-Newski-Gedächtniskirche in Sofia gewann, übertrug sie die Bauleitung den Architekten Jurokow, Naumow, Georgiew und L. Kiselintschew, welche ein Generalunternehmen für den Bau der Kirche gründeten. Von 1906 bis 1912 war Jurukow Mitglied der Kommission für den Bau der  Alexander-Newski-Gedächtniskirche. 1910 studierte er gemeinsam mit Georgi Fingow im Auftrag des Industrieunternehmers S. Sawow Technologien für Produkte aus Marmor in Italien, Deutschland und der Donaumonarchie. 1911 wurde Jurukow Mitbegründer des Architektenbüros Fingow, Nitschew und Jurukow (bulg. Фигов, Ничев и Юруков).
Jurukow nahm auf bulgarischer Seite an den Balkankriegen (1912/13) und am Ersten Weltkrieg (1914/18) teil. 1913 unterschrieb er ein Memorandum an die Großmächte für die Eingliederung Makedoniens in Bulgarien. 1918 trat Jurukow aus dem gemeinsamen Architektenbüro aus und wurde Vorstandsmitglied der Baugesellschaft „Girdap“, sowie Anführer eines Komitees der IMRO.
Nikola Jurukow wurde am 26. April 1923 in Sofia aus politischen Gründen ermordet (siehe auch Geschichte Bulgariens#Makedonische Frage).

## Bekannte Werke
- Haus Goranow (1911) in Sofia
- Haus Jurukow und Naumow, später Hotel Union Palace (1911, befand sich gegenüber der Großen Moschee von Sofia (seit 1893 Archäologisches Museum von Sofia), 1944 bei der Bombardierung von Sofia beschädigt, 1950/54 abgetragen beim Bau des heutigen Stadtzentrums, siehe Lagro-Architekturkomplex) in Sofia
- Haus I. Naumow (1912) in Sofia, Str. Schipka 3
- Grundschule Georgi Sawa Rakowski (1911–1912 mit D. Nitschew und Georgi Fingow) in Sofia
- Grundschule Josif Kowatsachew (1911–1912 mit Nitschew und Fingow) in Sofia
- IV. Progymnasium für Knaben (1911–1912 mit Nitschew und Fingow, heute Grundschule Konstantin Fotinow) in Sofia
- Versicherungsgesellschaft der Angestellten (1912 mit Nitschew und Fingow) in Sofia, Bul Zar Oswoboditel/Str. G. Benkowski
- Handels- und Gewerbekammer (1912–1915 mit Nitschew und Fingow, heute Sitz der SIBANK) in Soifa
- Schulbauten in Plowdiw (1912)
- Bank von Sofia (1913 mit Nitschew und Fingow, heute Zentralverwaltung der Staatlichen Sparkasse und der DSK Bank) in Sofia, Str. Moskowska 19
- Handels- und Industriekammer (1913) in Plowdiw
- Haus von Otto Dörken (1914 Aufstockung) in Sofia